# ارغوانی تیره (فیلم ۱۹۲۰)
«ارغوانی تیره» (انگلیسی: The Deep Purple) فیلمی در ژانر درام به کارگردانی رائول والش است که در سال ۱۹۲۰ منتشر شد.